# Y2K: The Game
Y2K: The Game — компьютерная видеоигра в жанре «adventure», созданная для платформы Microsoft Windows. Анонсирована в 30 ноября 1999 года, выпущена во всём мире 30 января 2000 года. В России официально не издавалась. Игра была достаточно низко оценена многими профессиональными критиками и тематическими изданиями.

## Сюжет[1]
Действие игры происходит в начале 2000 года. Игрок играет за бухгалтера Бастера Эвермана, работавшего в фирме Dharke Electronics, специализировавшейся в робототехнике и технологиях искусственного интеллекта. После смерти генерального директора компании, новый владелец фирмы распорядился использовать его особняк в качестве испытательного полигона для создания автоматизированной системы управления домом. Вскоре Dharke Electronics разорилась, и особняк был выставлен на продажу. Именно его и приобрёл главный протагонист игры.
Поселившись в доме, Бастер вместе с женой празднует новоселье. Проснувшись на следующее утро, он обнаруживает, что все комнаты в доме заперты изнутри; и он не может выйти из своей комнаты. В особняке имелась автоматизированная система управления им: именно она и смогла бы помочь главному герою выбраться из злополучного участка…